# 渡部敬直
渡部 敬直（わたなべ ひろなお、1943年 - ）は、福音派の牧師。高岡バプテスト教会を牧会する。日本福音同盟元宣教委員会委員長。
超教派で活躍し、全日本リバイバルミッションや北陸宣教大会のスピーカー等を務める。
偶像崇拝に反対するキリスト教の立場から、岩手県の保守バプテスト同盟北上聖書バプテスト教会の牧会時、信教の自由を守るため、岩手靖国違憲訴訟の原告となった。それにより、これに関連した様々な集会で講演活動も行う。

## 生い立ち
ノン・クリスチャンの家に、5人兄弟の長男として生まれる。父は最初の妻を亡くしたため、最初の妻の妹を娶った。母親の違う上の姉は結婚してすぐに24歳で死去。
小学生に入る前から死を恐れていた。中学一年生の時に、宣教師がテントでイエス・キリストの復活のメッセージを語るのを聞いた。そこで、イエス・キリストの身代わりの死と、復活、永遠のいのちを知り、始めて十字架の福音を聞いたその場で、イエス・キリストを受け入れて信じた。
父親は資産家の家に養子に入った、事業の才に乏しい人物であった。中学生3年の時に一家が破産して夜逃げする。高校生2年生で母親を亡くす。死んだとき母親は39歳だった。

## ミニストリー
1977年の当時33歳。福音派の牧師として福音伝道に励んでいた。そのため、信教の自由や靖国問題について考えることは無かった。
北上市の区会費から、岩手護国神社奉賛会費が出されていたのに気づき、やめるように求めるが、訴えは通らず、これが政教分離に違反する実例であると確信した。
津地鎮祭訴訟の合憲判決を見て、「身体が震えるほどの怒りを感じ」、また「最高裁判所の憲法認識」が「程度の低いものであることに驚きを覚えた。」　そして、神に対し、「日本における政教分離の戦い、信教の自由を守る戦いに、私を用いてください」と祈ったという。
偶像崇拝を禁じる聖句。
国民を代表して、天皇や首相が靖国神社に公式参拝を行えば、真の神の前に偶像崇拝の罪を犯すことになり、また戦前の体制に戻ってしまうという、危機感を持った。
だが、伝道に熱心で、社会問題に関わってこなかった福音派の保守バプテストの教会では、二度も教会総会で牧師が原告になることに反対であると可決され、辞職勧告が出されることとなる。教会の役員会の話し合いで、岩手靖国違憲訴訟は、教会として公式のものではなく、牧師個人の働きであること、伝道牧会に支障がないように配慮する、ことで教会の役員会の承認を得た。
1988年に保守バプテストの教会を辞任し、富山県高岡市三女子の福音バプテスト連合、高岡バプテスト教会に就任。高岡バプテスト教会の役員会で、教会の課題として、信教の自由を守り、靖国問題に取り込むことが承認される。
1991年9月24日に靖国違憲訴訟で実質勝訴する。

## 信仰継承
三人の子供たちに、礼拝厳守、小学生まで親に絶対服従の教育を行う。また、クリスチャン同士で結婚するべきことを教えた。三人とも東京基督教大学を卒業し、献身した。
尚、娘の内の一人は泉野聖書教会の牧師夫人であり、クリスチャン同士の結婚支援も行っている。

## 著書
- 『敬虔に威厳をもって-日本福音キリスト教会連合関東三地区「信教の自由を守る日」講演集』 いのちのことば社ISBN 4264018153
- 『草の根の叫び : 町のヤスクニ闘争の記録(岩手県北上市)』愛隣社
- 『ファミリー・フォーラム・マガジン』No.49号2008年冬号収録「一家離散のあとに」